# ヨハン・ゼバスティアン・バッハ国際コンクール
ヨハン・ゼバスティアン・バッハ国際コンクール（英: International Johann Sebastian Bach Competition）は、ドイツのライプツィヒで開催される若手音楽家のための音楽コンクール。

## 概要
大バッハの名を冠し、1950年に第1回が開催された。1965年、国際音楽コンクール世界連盟に加盟した。第2回の1964年から第10回の1996年まで4年ごとに5つの部門について開催され、現在、3つの部門について2年ごとに開催されている。参加資格は、器楽演奏家は16歳から32歳まで、声楽家は16歳から34歳までである。

## 開催年と入賞者
過去の優勝者などについては、公式ウェブサイトに掲載されている。

### 1950年（第1回）
（ピアノ部門）
- 第1位　タチアナ・ニコラーエワ （ソ連）
- 第2位　ガリーナ・フョードロワ（wikidata）（ソ連）、マルガリータ・フョードロワ（英語版）（ソ連）
- 第3位　イェルク・デームス （オーストリア）、ウラデマール・マチェフスキー（英語版）（ポーランド）

（オルガン部門）
- 第1位　アマデウス・ウェーバージンケ（英語版）（東ドイツ）、カール・リヒター （東ドイツ）
- 第2位　ルートヴィヒ・ドーア（ドイツ語版）（西ドイツ）、Gerhard Tipp （西ドイツ）
- 第3位　ワルター・シェーンハイト（ドイツ語版）（東ドイツ）、ディートハルト・ヘルマン（英語版）（東ドイツ）

（チェンバロ部門）
- 第2位　イングリッド・ハイラー （Ingrid Heiler、西ドイツ）

（声楽部門）
- 第2位　エバ・フライシャー（英語版）（東ドイツ）
- 第3位　アリナ・ボレホフスカ（ポーランド語版）（ポーランド）、クリスタ・マリア・ツィーゼ（英語版）（東ドイツ）

（ヴァイオリン部門）
- 第1位　イーゴリ・ベズロドニー（ソ連）
- 第2位　ミハイル・ヴァイマン（ソ連）、アレクセイ・ゴロホフ（ソ連）
- 第3位　ヴェルナー・ホイトリング（西ドイツ）、アグネス・ヴァダス（ハンガリー語版）（ハンガリー）

### 1964年（第2回）
（ピアノ部門）
- 第1位　イルゼ・グラウビン（英語版）（ソ連）
- 第2位　ウォルフガング・ワップラー （東ドイツ）、Melita Dukowa-Kolin （ブルガリア）
- 第3位　イーゴリ・ラスコ(Igor Lasko) （ソ連）、ゲルハルト・エルバー（英語版）（東ドイツ）、Brunhild Partsch （東ドイツ）

（オルガン部門）
- 第1位　ペトル・ソヴァディナ（チェコ語版）（チェコスロバキア）
- 第2位　カール・ライナー・ベーメ （Karl-Rainer Böhme、東ドイツ）、アンドレアス・ブシュナコウスキー（wikidata）（東ドイツ）
- 第3位　ヤン・ホラ（ドイツ語版）（チェコスロバキア）

（声楽部門）
- 第1位　ブルース・アーベル（英語版）（アメリカ）
- 第2位　ヴォルフガング・ヘルミッヒ （Wolfgang Hellmich、東ドイツ）、ロルフ・ヴォルラート（ドイツ語版）（東ドイツ）
- 第3位　ウラジミール・スヴィストフ （Владимир Свистов、ソ連）

### 1968年（第3回）
（ピアノ部門）
- 第1位　ヴァレリー・アファナシエフ（ソ連）
- 第2位　イヴァン・クランスキー（英語版）（ソ連）
- 第3位　エフゲニー・コロリオフ（ソ連）

（オルガン部門）
- 第1位　ヘニング・ワーグナー （Henning Wagner、東ドイツ）
- 第2位　ダニエル・コルゼンパ （アメリカ）
- 第3位　クリスチャン・コルム（ドイツ語版）（東ドイツ）

（声楽部門）
- 第1位　ハイジ・リース（英語版）（東ドイツ）
- 第2位　エバーハルト・ビュヒナー（英語版）（東ドイツ）
- 第3位　ジークフリート・ローレンツ（英語版）（東ドイツ）

（ヴァイオリン部門）
- 第1位　オレグ・カガン（ソ連）
- 第2位　クリスティアン・フンケ（英語版）（東ドイツ）
- 第3位　アンドラーシュ・キシュ（wikidata）（ハンガリー）

### 1972年（第4回）
（ピアノ部門）
- 第1位　ヴィンフリート・アーペル（wikidata）（東ドイツ）
- 第2位　ジャン・ルイ・ストイアマン （ブラジル）
- 第3位　ミハイル・ペトゥホフ（wikidata）（ソ連）
- 第4位　ガブリエーレ・クプファーナーゲル （Gabriele Kupfernagel、東ドイツ）
- 第5位　ヴァディム・サハロフ（ドイツ語版）（ソ連）

（オルガン部門）
- 第1位　ヘリベルト・メッツガー（ドイツ語版）（オーストリア）
- 第2位　イシュトヴァン・エラ（ハンガリー語版） （ハンガリー）
- 第3位　ハンス・ファギウス（英語版）（スウェーデン）
- 第4位　フリードリヒ・キルヒアイス（ドイツ語版）（東ドイツ）
- 第5位　ゴットフリート・プレラー （Gottfried Preller、東ドイツ）

（チェンバロ部門）
- 第1位　ライオネル・パーティー（wikidata）（チリ）
- 第2位　アルミン・タールハイム（ドイツ語版）（東ドイツ）
- 第3位　Gyöngyver Szilvassy （ハンガリー）
- 第4位　アレクサンダー・ソン（英語版）（イギリス）
- 第5位　マグダレーナ・ミチュカ（ポーランド語版）（ポーランド）

（女声部門）
- 第1位　ローズマリー・ラング（英語版）（東ドイツ）
- 第2位　レジーナ・ヴェルナー＝ディートリッヒ（英語版）（東ドイツ）
- 第3位　Julianne Paszthy （ハンガリー）
- 第4位　ナデジダ・ドロズドヴァ・ヴァイナー（wikidata）（ソ連）

（男声部門）
- 第1位　ディーター・ヴァイマン（wikidata）（東ドイツ）
- 第2位　ゲオルゲ＝エミール・クラスナル（wikidata）（ルーマニア）
- 第3位　ペーター・チャプリク （Peter Tschaplik、東ドイツ）
- 第4位　フランク＝ペーター・シュペーテ（wikidata）（東ドイツ）

（ヴァイオリン部門）
- 第1位　ヴラディミール・イワノフ(Владимир Иванов) （ソ連）
- 第2位　Konrad Other（wikidata）（東ドイツ）
- 第3位　リディア・シュツコ（ウクライナ語版）（ソ連）
- 第4位　ライナー･クスマウル（英語版）（西ドイツ）
- 第5位　ヴォルフ＝ディーター・バッツドルフ（Wolf-Dieter Batzdorf、東ドイツ）

### 1976年（第5回）
（ピアノ部門）
- 第1位　ミハイル・ヴォルチョク（wikidata）（ソ連）
- 第2位　ラリサ・デドヴァ（Лариса Дедова、ソ連）
- 第3位　ディートマー・ナウロス（wikidata）（東ドイツ）
- 第4位　Konstantin Preda （ルーマニア）
- 第5位　エマ・タミジアン（英語版）（ブルガリア）

（オルガン部門）
- 第1位　エリザベート・ウルマン （オーストリア）
- 第2位　ヨアヒム・ダリッツ（ドイツ語版）（東ドイツ）
- 第3位　ハルトムート・ローメイヤー（ドイツ語版）（東ドイツ）
- 第4位　マティアス・アイゼンベルク（英語版）（東ドイツ）
- 第5位　トーマス・ザウアー（ドイツ語版）（東ドイツ）

（女声部門）
- 第1位　カローラ・ノセック（英語版）（東ドイツ）
- 第2位　カタリン・ピッティ（ドイツ語版）（ハンガリー）
- 第3位　ナンニータ・ペシュケ （東ドイツ）
- 第4位　ウルスラ・アンケレ・フィッシャー （西ドイツ）

（男声部門）
- 第1位　ヴァルデマール・ヴィルト （東ドイツ）
- 第2位　ガボール・ネメス （Gábor Németh、ハンガリー）
- 第3位　フリーダー・ラング（ドイツ語版）（西ドイツ）
- 第4位　Miloslav Podalsky （ソ連）

（ヴァイオリン部門）
- 第1位　ニラ・ピエル（スウェーデン語版）（スウェーデン）
- 第2位　トルステン・ローゼンブッシュ （東ドイツ）
- 第3位　ダニエル・フィリップス （アメリカ）
- 第4位　Ralf-Carsten Brömsel （東ドイツ）
- 第5位　ルネ・アンリオ （René Henriot、東ドイツ）

（チェロ部門）
- 第1位　アレクサンドル・ルディン （ソ連）
- 第2位　イヴァン・シフォロー（wikidata）（フランス）
- 第3位　ジョゼフ・フェイゲルソン（英語版）（ソ連）
- 第4位　Tamas Koó  （ハンガリー）
- 第5位　金丸晃子 （日本）

### 1980年（第6回）
（ピアノ部門）
- 第1位　アナイト・ネルセシアン（英語版）（ソ連）
- 第2位　伊藤恵 （日本）
- 第3位　イリーナ・ベルコヴィッチ （Ирина Беркович、ソ連）
- 第4位　バイル・シャグダロン （Баир Шагдарон、ソ連）
- 第5位　ジェラルド・ファウス（ドイツ語版）（東ドイツ）

（オルガン部門）
- 第1位　スズサ・エレケシュ（英語版）（ハンガリー）
- 第2位　ヤロスラフ・トゥーマ（英語版）（ソ連）
- 第3位　クリスティアーネ・ケーブラー （Kristiane Köbler、東ドイツ）
- 第4位　ベルンハルト・ブットマン （Bernhard Buttmann、西ドイツ）
- 第5位　マティアス・スース （Matthias Süß、東ドイツ）

（女声部門）
- 第1位　ヤドヴィガ・ラッペ（英語版）（ポーランド）
- 第2位　リリアナ・ビジネケ（wikidata）（Liliana Bizineche、ルーマニア）
- 第3位　モニカ・シュトラウベ （Monika Straube、東ドイツ）
- 第4位　Gabriele Pietschnigg （オーストリア）

（男声部門）
- 第1位　今仲幸雄 （日本）
- 第2位　アンドレアス・ゾンマーフェルト （Andreas Sommerfeld、東ドイツ）
- 第3位　Christoph Rösel （東ドイツ）
- 第4位　アンドレアス・シャイプナー（wikidata）（Andreas Scheibner、東ドイツ）

（ヴァイオリン部門）
- 第1位　ミヒャエル・エルクスレーベン（wikidata） （東ドイツ）
- 第2位　トルステン・ヤニッケ （Thorsten Janicke、東ドイツ）
- 第3位　Waltraut Wächter （東ドイツ）
- 第4位　Carlos Egry-Bulnes （メキシコ）
- 第5位　ドラ・ブラチコワ（ドイツ語版）（ブルガリア）

（チェロ部門）
- 第1位　クリスティン・フェルツ（ドイツ語版）（東ドイツ）
- 第2位　マリン・カザク（ドイツ語版）（ルーマニア）
- 第3位　Michael Nellessen （東ドイツ）
- 第4位　Thomas Ahrndt （東ドイツ）
- 第5位　Matthias Bräutigam （東ドイツ）

### 1984年（第7回）
（ピアノ部門）
- 第1位　アレクサンダー・パレイ（フランス語版）（ソ連）
- 第2位　スザンネ・グリュッツマン（東ドイツ）
- 第3位　Noriko Kodama （日本）
- 第4位　ヴァレリー・ピアセツキー(Walery Pjasetzkij) （ソ連）
- 第5位　ウエリ・ウィゲット（英語版） （スイス）

（オルガン部門）
- 第1位　ジョン・スコット（英語版） （イギリス）
- 第2位　Christoph Mehner （東ドイツ）
- 第3位　ミヒャエル・シェーンハイト（英語版） （東ドイツ）
- 第4位　アルフィート・ガスト（ドイツ語版） （西ドイツ）
- 第5位　Rainer Maria Rückschloß （西ドイツ）

（女声部門）
- 第1位　アンジェラ・リーボールド （東ドイツ）
- 第2位　Bettina Denner-Deckelmann （東ドイツ）
- 第3位　Constanta Adriana Mestes （ルーマニア）
- 第4位　ウテ・ゼルビック（英語版） （東ドイツ）

（男声部門）
- 第1位　エグベルト・ユンハンス（wikidata） （東ドイツ）
- 第2位　石井健三 （日本）
- 第3位　ラルフ・エシュリグ（wikidata） （東ドイツ）
- 第4位　マリオ・ホフ（wikidata） （東ドイツ）

（ヴァイオリン部門）
- 第1位　Aleksej Koschwanetz （ソ連）
- 第2位　ビルギット・ヤーン （東ドイツ）
- 第3位　アンナ・ラビノヴァ(Anna Rabinova) （ソ連）
- 第4位　ローター・シュトラウス （東ドイツ）
- 第5位　カイ・フォーグラー（wikidata） （東ドイツ）

（フルート部門）
- 第1位　ヴォルグガンフ・リッター（wikidata） （西ドイツ）
- 第2位　Monika Hegedüs （ハンガリー）
- 第3位　Matthias Rust （東ドイツ）
- 第4位　アリソン・ミッチェル （オーストラリア）
- 第5位　Karin Beck （東ドイツ）

### 1988年（第8回）
（ピアノ部門）
- 第1位　ゲラルド・ファウス（ドイツ語版） （東ドイツ）
- 第2位　ニコライ・ルガンスキー （ソ連）
- 第3位　アレクセイ・ボトヴィノフ（英語版） （ソ連）
- 第4位　Albrecht Hartmann （東ドイツ）
- 第5位　橋場めぐみ （日本）
- 第6位　ダナ・シャシノヴァー＝サトゥリョヴァー(Dana Šašinová) （ソ連）

（オルガン部門）
- 第1位　マルティン・ザンダー（ドイツ語版） （西ドイツ）
- 第2位　Stefan Kircheis （東ドイツ）
- 第3位　ヴォルフガング・クレーゼナー（英語版） （西ドイツ）
- 第4位　Valter Savant-Levet （イタリア）
- 第5位　Andreas Strobelt （東ドイツ）
- 第6位　Markus Lang （東ドイツ）

（女声部門）
- 第2位　Kerstin Klesse （東ドイツ）
- 第3位　Katherina Müller （東ドイツ）
- 第4位　Naomi Tsuji （日本）
- 第5位　Reinhild Wäntig （東ドイツ）
- 第6位　ボジェナ・ハラシモヴィッチ（ポーランド語版） （ポーランド）

（男声部門）
- 第2位　Matthias Bleidorn （東ドイツ）
- 第3位　Frank Schiller （東ドイツ）
- 第4位　Daniel Kaleta （ポーランド）
- 第5位　Torsten Frisch （東ドイツ）
- 第6位　フレッド・ホフマン（wikidata） （東ドイツ）

（ヴァイオリン部門）
- 第1位　アンティエ・ヴァイトハース（英語版） （東ドイツ）
- 第2位　カトリーン・ショルツ（英語版） （東ドイツ）
- 第3位　カジミェシュ・オレホフスキ（ポーランド語版） （ポーランド）
- 第4位　Hiroko Suzuki （日本）
- 第5位　マラト・ビゼンガリエフ （ソ連）
- 第6位　デニツァ・カザコワ （ブルガリア）

（チェロ部門）
- 第1位　マルク・コッペイ（英語版） （フランス）
- 第2位　ミヒャエル・ザンデルリング （東ドイツ）
- 第3位　ラファエル・ピドゥ（英語版） （フランス）
- 第4位　アントン・イストミン(Anton Istomin) （ソ連）
- 第5位　シビル・ヘッセルバルト（wikidata） （東ドイツ）
- 第6位　Friedemann Ludwig （東ドイツ）

### 1992年（第9回）
（ピアノ部門）
- 第2位　ラグナ・シルマー （ドイツ）
- 第3位　ユーリ・ボグダノフ(Juri Bogdanov) （ロシア）
- 第4位　Yukiyo Endo （日本）
- 第5位　Anna Schibaeva Belo（ロシア）

（オルガン部門）
- 第2位　Luca Antoniotti （イタリア）、Michael Bloss （カナダ）
- 第3位　Walter Savant-Levet （イタリア）

（チェンバロ部門）
- 第2位　Daniela Numico （イタリア）
- 第3位　Anikó Soltész （ハンガリー）、Mechthild Stark （ドイツ）
- 第4位　桒形亜樹子 （日本）
- 第6位　Agnes Várallyay （ハンガリー）

（ヴァイオリン部門）
- 第1位　レイチェル・バートン・パイン （アメリカ）
- 第2位　Thomas Timm （ドイツ）、Axel Strauß （ドイツ）
- 第4位　Albrecht Winter （ドイツ）
- 第5位　植村理葉（日本）

（女声部門）
- 第1位　Bogna Bartosz （ポーランド）
- 第2位　Yvonne Albes （ドイツ）
- 第3位　Alla Simonichvili （グルジア）
- 第4位　Antje Perscholka （ドイツ）
- 第5位　Bettine Eismann （ドイツ）
- 第6位　Irina Potapenko （ロシア）

（男声部門）
- 第2位　Jochen Kupfer （ドイツ）
- 第4位　Dietrich Greve （ドイツ）

### 1996年（第10回）
（ピアノ部門）
- 第2位　コルネリア・ヘルマン （オーストリア）
- 第3位　クリストファー・ヒンターフーバー （オーストリア）

（オルガン部門）　
- 受賞なし

（チェンバロ部門）
- 第3位　Giampietro Rosato （イタリア）

（ヴァイオリン部門）
- 第2位　玉井菜採（日本）
- 第3位　Amanda Favier （フランス）、砂原亜紀（日本）

（女声部門）
- 第2位　Klaudia Zeiner （ドイツ）、Simone Kermes （ドイツ）、Anne Buter （ドイツ）

（男声部門）
- 第1位　Christoph Genz （ドイツ）
- 第2位　Ekkehard Abele （ドイツ）
- 第3位　Ralf Ernst （ドイツ） Marcus Volpert （ドイツ）

### 1998年（第11回）
（ピアノ部門）
- 第2位　ラグナ・シルマー （ドイツ）
- 第3位　未来・ニシモト-ノイベルト （日本）、國保 真理 （日本）

（チェロ部門）
- 第1位　エミール・ロヴナー(Emil Rovner) （ロシア）
- 第2位　Renaud Déjardin （フランス）
- 第3位　Ophélie Gaillard （フランス）

（女声部門）
- 第1位　本島 阿佐子 （日本）
- 第2位　Letizia Scherrer （スイス）
- 第3位　Konstanze Maxsein （ドイツ）

（男声部門）
- 第1位　ヤン・コボウ （ドイツ）
- 第2位　Andreas Post （ドイツ） Matthias Vieweg （ドイツ）
- 第3位　Marcus Niedermeyr （ドイツ）

### 2000年（第12回）
（チェンバロ部門）
- 第2位　Wiebke Weidanz （ドイツ）、Pieter Jan Belder （オランダ）
- 第3位　Philippe Leroy （フランス）

（オルガン部門）
- 第1位　Johannes Unger （ドイツ）
- 第2位　Gunther Rost （ドイツ）
- 第3位　椎名雄一郎 （日本）

### 2002年（第13回）
（ピアノ部門）
- 第1位　マルティン・シュタットフェルト（ドイツ）
- 第2位　Andrew Brownell （アメリカ）、Eric Fung （香港）

（ヴァイオリン／バロック・ヴァイオリン部門）
- 第2位　ローラ・ビクマン （ヴァイオリン、フィンランド）
- 第3位　Sonja Starke （ヴァイオリン、ドイツ）

（女声部門）
- 第1位　Franziska Gottwald （ドイツ）
- 第2位　Sigrid Horvath （オーストリア）
- 第3位　Barbara Tišler （スロヴェニア）

（男声部門）
- 第1位　ドミニク・ヴェルナー  （ドイツ）
- 第2位　Daniel Johannsen （オーストリア）
- 第3位　Seung-Hee Park （韓国）

### 2004年（第14回）
（チェロ／バロック・チェロ部門）
- 第1位　オリビエー・マロン （チェロ、フランス）)
- 第2位　Adam Mital （チェロ、スイス）
- 第3位　Richard Harwood （チェロ、イギリス）

（声楽部門）
- 第1位　ユリウス・プファイファー （テノール、ドイツ）)
- 第2位　Trine Wilsberg Lund （ソプラノ、ノルウェイ）
- 第3位　Markus Flaig （バス／バリトン、ドイツ）

（オルガン部門）
- 第1位　イェルク・ハルベック （ドイツ）
- 第2位　Elke Eckerstorfer （オーストリア）
- 第3位　Frédéric Champion （フランス）

### 2006年（第15回）
（チェンバロ部門）
- 第1位　フランチェスコ・コルティ （イタリア）
- 第2位　Ilpo Laspas （フィンランド）
- 第3位　François Guerrier （フランス）

（ピアノ部門）
- 第1位　イリーナ・ザハレンコヴァ （エストニア）
- 第2位　ヴァルヴァラ・ネポムニャシャヤ （ロシア）
- 第3位　エレーナ・ヴォロツコ （ロシア）

（ヴァイオリン／バロック・ヴァイオリン部門）
- 第1位　Elfa Rún Kristinsdóttir （ヴァイオリン、アイスランド）
- 第2位　平崎真弓 （ヴァイオリン、日本）
- 第3位　ドミトリー・シンコフスキー （バロック・ヴァイオリン、ロシア）

### 2008年（第16回）
（オルガン部門）
- 第1位　Bálint Karosi （ハンガリー）
- 第2位　Ilpo Laspas （フィンランド）
- 第3位　ルーカス・ストルホフ （ドイツ）

（声楽部門）
- 第1位　マリー・フレデリーク・シェーダー （ソプラノ、ドイツ）
- 第2位　Margot Oitzinger （メゾソプラノ、オーストリア）
- 第3位　イェンス・ ハマン （バス、ドイツ）

（チェロ／バロック・チェロ部門）
- 第1位　フィリップ・ハイアム （チェロ、イギリス）
- 第2位　山本徹 （バロック・チェロ、日本）
- 第3位　ダヴィト・メルコニアン （バロック・チェロ、アルメニア）

### 2010年（第17回）
（ピアノ部門）
- 第1位　イリーナ・ポレタエフ（カナダ）
- 第2位　ステパン・シモニアン （ロシア）
- 第3位　エカテリーナ・リヒテル （ロシア）

（チェンバロ部門）
- 第1位　マリア・ウスペンスカヤ （ロシア）
- 第2位　マグダレーナ・マレク （ポーランド）
- 第3位　ナディア・ルソルニエ （フランス）

（ヴァイオリン／バロック・ヴァイオリン部門）
- 第1位　エフゲニー・スヴィリドフ （ヴァイオリン、ロシア）
- 第2位　佐藤俊介（バロック・ヴァイオリン、日本）
- 第3位　フリーデリケ・スタルクロフ （ヴァイオリン、ドイツ）

### 2012年（第18回）
（オルガン部門）
- 第1位　ヨハネス・ラン（ドイツ）
- 第2位　セバスィアン・キュフラー＝ブレシング （ドイツ）
- 第3位　マサイアス・ノイマン （ドイツ）

（チェンバロ部門）
- 第1位　ダヴィド・シゲトヴァリ（ハンガリー）
- 第2位　ベノ・シャフトネル （ドイツ）
- 第3位　マサイアス・ヴィンクラー（ドイツ）

（チェロ／バロック・チェロ部門）
- 第1位　竺倍亮 （バロック・チェロ、中国）
- 第2位　ディッタ・ローマン（チェロ、ハンガリー）
- 第3位　クララ・プーヴルー （チェロ、フランス）

### 2014年（第19回）
（ピアノ部門）
- 第1位　ヒルダ・ホァン（アメリカ）
- 第2位　シャガジェグ・ノスラティ（ドイツ）
- 第3位　ゲオルク・ジュルディアン（ラトビア）

（チェンバロ部門）
- 第1位　ジャン＝クリストフ・ディジュー（フランス）
- 第2位　オルガ・パシチェンコ（ロシア）
- 第3位　アレクサンドラ・ネポムニャシチャヤ（ロシア）

（ヴァイオリン/バロックヴァイオリン部門）
- 第1位　岡本誠司（ヴァイオリン、日本）
- 第2位　マリ・ラダウアー・プランク（ヴァイオリン、オーストリア）
- 第3位　ニーク・バール（ヴァイオリン、オランダ）

### 2016年（第20回）
（オルガン部門）
- 第1位　富田一樹（日本）
- 第2位　パヴェル・スヴォボダ（チェコ）
- 第3位　アリーナ・ニキティナ（ロシア）

（声楽部門）
- 第1位　パトリック・グラール（テノール、ドイツ）
- 第2位　ラファエル・ヘーン（テノール、スイス）
- 第3位　ジュヌヴィエーヴ・チュミ（アルト、スイス）

（チェロ/バロックチェロ部門）
- 第1位　パオロ・ボノミーニ（チェロ、イタリア）
- 第2位　ウルシーナ・ブラウン（チェロ、スイス）
- 第3位　ウラディミール・ウォルサム（バロックチェロ、フランス/イギリス）

### 2018年（第21回）
（ピアノ部門）
- 第1位　工藤奈帆美レイチェル（アメリカ）
- 第2位　アラシュ・ロクニ（イラン）
- 第3位　ジョナサン・フェルッチ（オーストラリア/イタリア）

（チェンバロ部門）
- 第1位　アヴィノアム・シャレフ（イスラエル）
- 第2位　アンドリュー・ローゼンブラム（アメリカ）
- 第3位　アナスタシア・アントノーヴァ（ロシア）

（ヴァイオリン/バロックヴァイオリン部門）
- 第1位　マリア・ヴウォシュチョヴスカ（ヴァイオリン、ポーランド）
- 第2位　マイア・カベザ（ヴァイオリン、アメリカ/カナダ、日本生まれ）
- 第3位　ヘド・ヤロン・メイエルソン（バロックヴァイオリン、イスラエル）

### 2020年（第22回）
新型コロナウイルス感染症流行のため中止。

### 2022年（第23回）
（ピアノ部門）
- 第1位　オルガ・ダフニス（ロシア）
- 第2位　マッティア・フジ（イタリア）
- 第3位　エデン・アグラナット・メゲド（イスラエル）

（チェンバロ部門）
- 第1位　アレクザンダー・フォン・ハイセン（ドイツ）
- 第2位　イレーネ・ゴンサレス・ロルダン（スペイン）
- 第3位　ドミトロ・ココシンスキー（ウクライナ）

（ヴァイオリン/バロックヴァイオリン部門）
- 第1位　シャルロット・シュプラウト（オランダ）
- 第2位　翁卿翥（ウェン・チンジュ、中国）
- 第3位　ソフィア・プロダノーヴァ（ブルガリア）

### 2024年（第24回）
《出典：》
（オルガン部門）
- 第1位　ジュリアン・エマニュエル・ベッカー（ドイツ語版）（ドイツ）
- 第2位　Jakub Moneta（ポーランド）
- 第3位　Grant Smith（アメリカ）
- 第4位　ヨハネス・クラール（ドイツ語版）（ドイツ）
- 第5位　Gregor Früh（ドイツ）
- 第6位　Frederik Kranemann（ドイツ）

（声楽部門）
- 第1位　Lara Morger（スイス）
- 第2位　Anton Haupt（ドイツ）
- 第3位　Elena Elsa Tsantidis（ドイツ）
- 第4位　Caroline Jacob（ドイツ）
- 第5位　櫻井愛子（日本）
- 第6位　Edward Voge（アメリカ）

（チェロ/バロックチェロ部門）
- 第1位　Victor Garcia Garcia（スペイン）
- 第2位　ヨハネス・グレイ（wikidata）（アメリカ）
- 第3位　Bartolomeo Dandolo Marchesi（イタリア）
- 第4位　Léo Ispir（フランス）
- 第5位　Guillem Gràcia Soler（スペイン）
- 第6位　Jakob Solle（ドイツ）